# عروس أخي (فلم هندي)

## الممثلون و الشخصيات
- عمران خان بدور :( كوش )
- كاترينا كايف بدور :( ديمبل )
- علي ظفر بدور :( لوف )

## ملخص الفيلم
عندما قام لوف(علي ظفر) بإنهاء علاقته مع صديقته (بيالي) . طلب من شقيقه الأصغر كوش ( عمران خان ) أن يجد له عروس .. كوش يسافر لإيجاد عروس مناسبة لاخيه . تكون بدايته موفقة نوعاً ما هو واصدقائه .. ويصلون إلى فتاة تدعى ديمبل ( كاترينا كايف ) وهي فتاة كان كوش قد تعرف عليها قبل سنوات في أحد الرحلات ..يعرف كوش ديمبل على أخيه عن طريق الإنترنت ويحدث بينهما توافق على الزواج .. فيجد نفسه واقعًا في حب خطيبة اخية التي اختارها له فماذا يفعل بقلبه العاشق

## وصلات خارجية
- عروس أخي على موقع IMDb (الإنجليزية)
- عروس أخي على موقع ميتاكريتيك (الإنجليزية)
- عروس أخي على موقع روتن توميتوز (الإنجليزية)
- عروس أخي على موقع نتفليكس (الإنجليزية)
- عروس أخي على موقع قاعدة بيانات الأفلام العربية
- عروس أخي على موقع ألو سيني (الفرنسية)
- عروس أخي على موقع Turner Classic Movies (الإنجليزية)
- عروس أخي على موقع أول موفي (الإنجليزية)
- عروس أخي على موقع بوكس أوفيس موجو (الإنجليزية)
- عروس أخي على موقع قاعدة بيانات الفيلم (الإنجليزية)